# Bithia modesta
Bithia modesta là một loài ruồi trong họ Tachinidae.